# Oxofragmentation

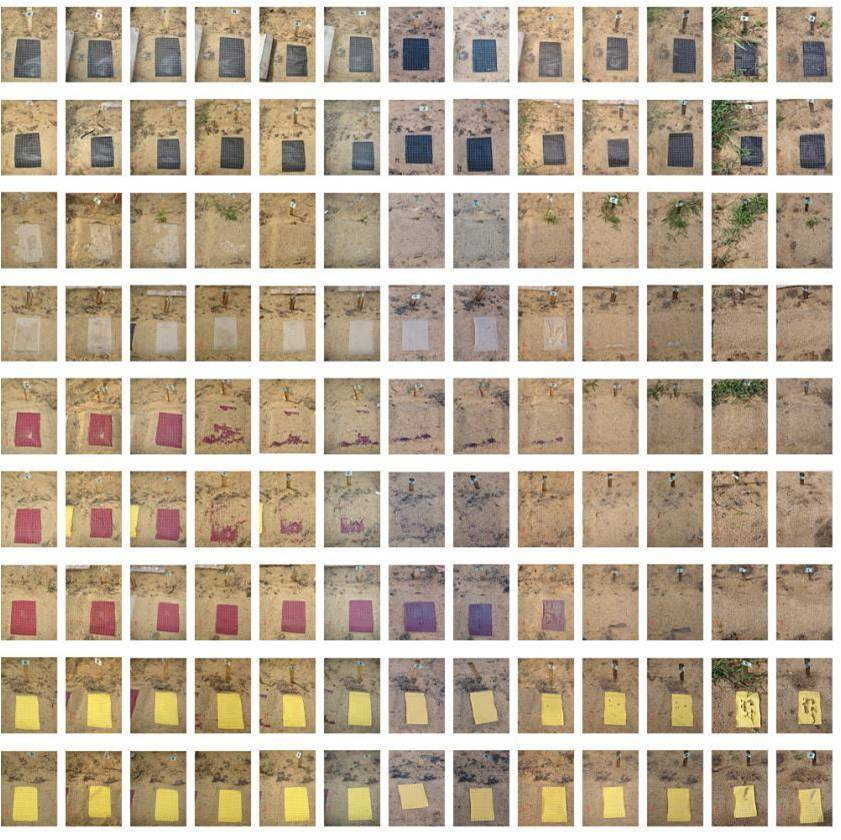
Exemple d'oxofragmentation.

L'oxofragmentation, oxodégradation ou biofragmentation est la dégradation oxydative en microplastiques d'un matériau sous certaines conditions (présence d'oxygène, de micro-organismes, lumière, chaleur, etc.). Elle a été appliquée au début du XXIe siècle à certains types de sacs de caisse en plastique, comme alternative à l'utilisation de polyéthylène HDPE (polymère le plus communément exploité pour former la matière plastique) afin de permettre une dégradation plus rapide de ces sacs lorsqu'ils sont perdus ou abandonnés dans la nature (sol, eaux, sédiments).

## Plastique oxofragmentable
Un plastique oxofragmentable, plastique oxodégradable ou oxoplastique est dégradable selon une typologie de dégradation d'un polymère, non assimilable par les microorganismes et non compostable conformément aux normes en vigueur applicables en France pour la valorisation organique des plastiques. Pour d’autres applications, telles que le paillage agricole, les plastiques oxo sont toujours autorisés.

## Dégradation d'un oxoplastique
Les oxoplastiques ou plastiques oxodégradables sont des plastiques traditionnels qui contiennent des additifs destinés à accélérer la fragmentation de la matière en très petits débris, sous l’effet du rayonnement ultraviolet ou de la chaleur. Du fait de ces additifs, le plastique finit par se fragmenter en particules de plastique, puis en microplastiques qui présentent des propriétés similaires à celles des microplastiques résultant de la fragmentation des plastiques traditionnels.

## Protection de l'environnement

### Rapports et directive européenne
Le 29 avril 2015, le Parlement européen et le Conseil ont adopté la Directive (UE) 2015/720 modifiant la Directive 94/62/CE en ce qui concerne la réduction de la consommation de sacs en plastique légers. Le 20 septembre 2016, la Commission au Parlement Européen et Conseil a examiné dans un rapport l'impact de l'utilisation de plastique oxodégradable, y compris de plastique oxodégradable, sacs de transport, sur l'environnement. Le 16 janvier 2018, dans un rapport final, la Commission européenne a établi une étude examinant les incidences des plastiques dits « oxodégradables » sur l’environnement sans se limiter aux seuls sacs en plastique. Depuis le 30 mai 2018, les plastiques « oxo » ne sont pas valorisables au sens de la directive (UE) 2018/852.

### Assertions de dégradabilité remises en question
L’Université de Plymouth s’intéresse aux devenir des sacs en plastique et à leurs effets sur l’environnement, marin notamment, depuis le début du XXIe siècle.
- En 2010, Tim O’Brine a publié dans « Marine Pollution Bulletin » une étude suggérant que les plastiques oxo-biodégradables (et que les plastiques conventionnels utilisés dans les sacs plastique) se décomposent nettement moins vite que les plastiques réellement biodégradables ;
- En 2015, dans Environmental Science and Technology une nouvelle étude, associant la même université montrait qu'en neuf semaines à peine, des sacs en plastique pouvaient asphyxier la surface de sédiments côtiers, en bloquant les flux d'oxygène, mais aussi de nutriments et de lumière ;
- Fin 2017, on montrait qu'un seul sac de caisse en plastique pouvait après avoir été déchiqueté par des organismes marins produire une quantité de microplastiques (environ 1,75 million de fragments microscopiques, notamment retrouvés dans les organismes filtreurs tels qu’huitres et moules ;
- En mai 2019, deux chercheurs[11] ont testé l'oxobiodégradabilité et la biodégrabilité d'exemplaires de cinq sacs de courses parmi les plus utilisés en Grande-Bretagne : un sac dit biodégradable, deux sacs présentés comme oxo-biodégradables, et un sac compostable, comparés à un sac en polyéthylène conventionnel[1]. Chacun de ces types de sac plastique a été testé dans trois environnements différents : exposé à l'air libre, enfouis dans le sol, ou immergés dans la Manche[1]. Durant l'étude les auteurs ont périodiquement inspecté la surface des sacs, vérifié leur structure chimique et effectué des mesures de la tension de charge maximale supportée. 
Résultats : Après 9 mois, seuls les sacs exposés à l'air étaient fragmentés, mais aucun n'était totalement dégradés ; 
Après 3 ans, les plastiques supposés écologiques étaient au mieux (uniquement ceux exposés à l'air libre) fragmentés en morceaux de moins de 5 mm (devenant source potentielle de microplastiques dans l'environnement, ingérables par de nombreux animaux)[1]. Parmi tous ceux qui avaient été enfouis dans le sol et parmi ceux immergés en mer tous les modèles (hormis celui qui était étiqueté comme biodégradable) étaient encore assez solide pour transporter des courses. Seul le modèle de sac dit biodégradable immergé en mer avait totalement disparu (mais ce n'était pas le cas pour les mêmes sacs exposés à l'air ou enterrés ; dans le sol s'il présentait des signes de détérioration, il était encore présent après 27 mois). 
Cette étude a donc conclu qu'« il n’est donc pas évident que les formulations oxo-biodégradables ou biodégradables fournissent des vitesses de détérioration suffisamment avancées pour être avantageuses dans le contexte de la réduction des déchets marins par rapport aux sacs classiques »[1]. Selon les auteurs, ce travail « met en lumière la nécessité d’établir des normes vis-à-vis des matières biologiquement dégradables où il sera important de préciser les voies d’élimination appropriées (i.e.préciser les conditions de température, pH et de lumière) ainsi que le taux de dégradation escompté ». 
« Constater que ces nouvelles ressources puissent se fragmenter en micro-plastiques, voire en nano-plastiques, crée des préoccupations supplémentaires sérieuses », a commenté le professeur Thompson[12] (l'un des premiers scientifiques à avoir alerté, dans la revue Science, en 2004, sur la présence de microplastiques dans la colonne d'eau de mer).

### Législations nationales

#### Disposition législative française
En France, depuis le 19 août 2015, la production, la distribution, la vente, la mise à disposition et l’utilisation d’emballages ou de sacs fabriqués, en tout ou partie, à partir de plastique oxofragmentable sont interdites. Un plastique oxofragmentable est dégradable mais non assimilable par les microorganismes et non compostable conformément aux normes en vigueur applicables pour la valorisation organique des plastiques.

## Information produit: sacs de caisse
Exemples d'information (texte, logo) imprimée sur un sac plastique de caisse biofragmentable (à gauche) et deux sacs oxodégradables :

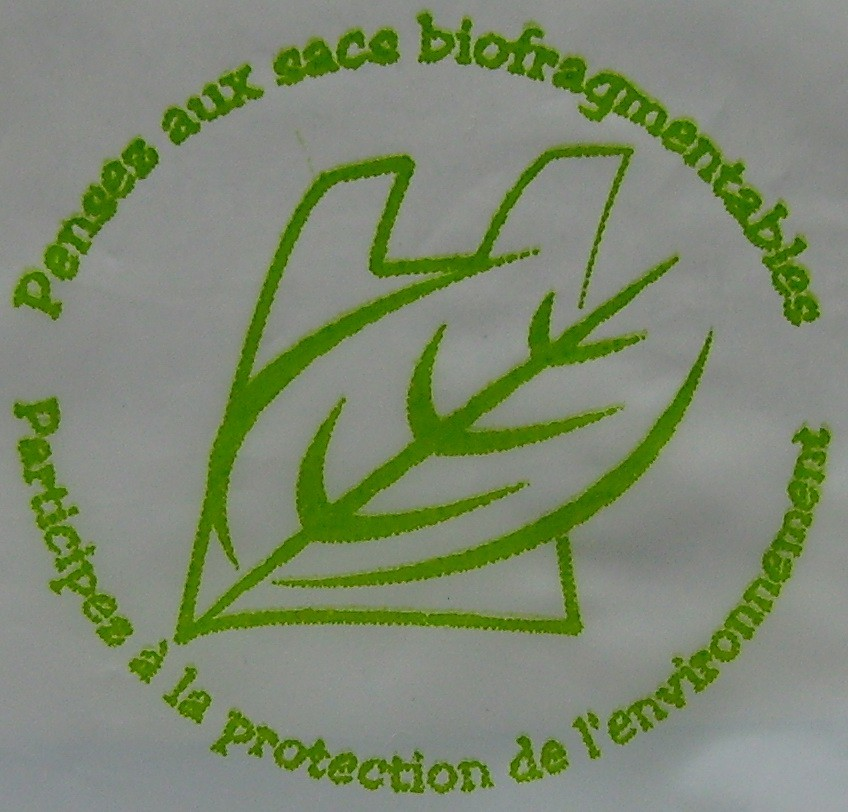
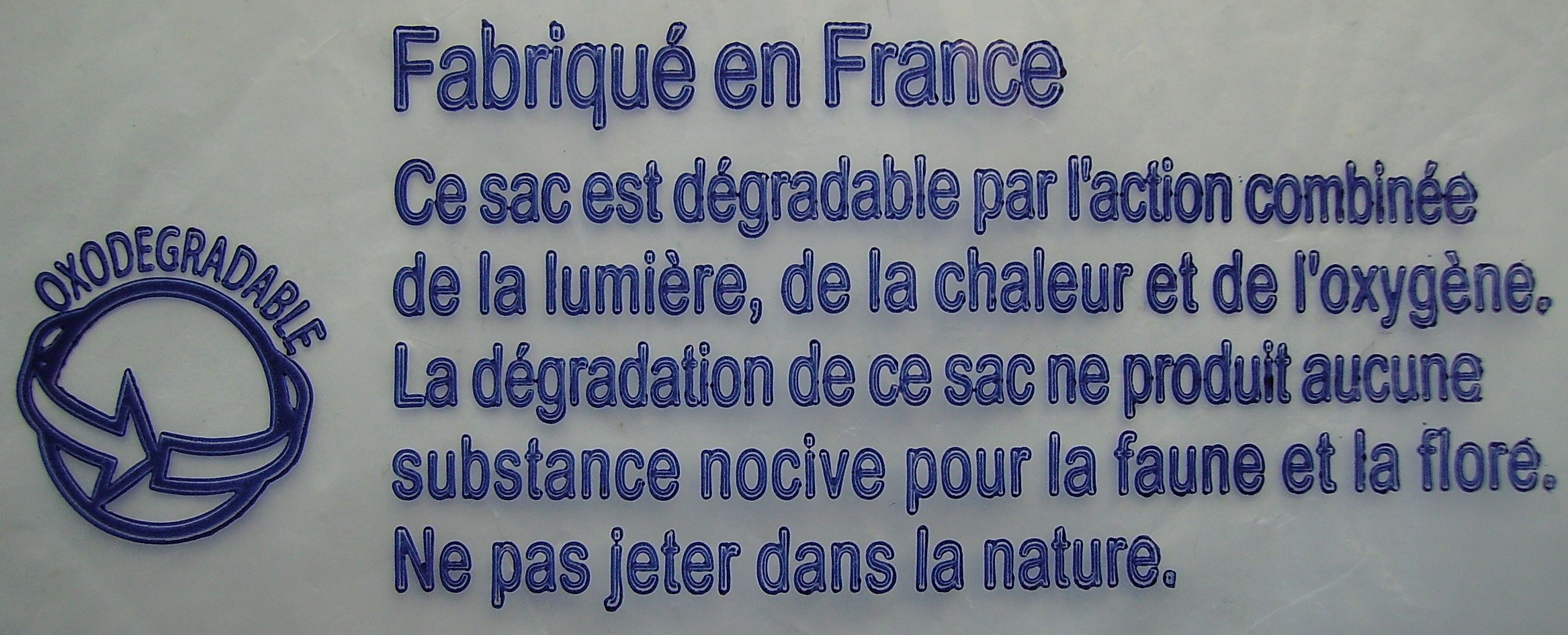
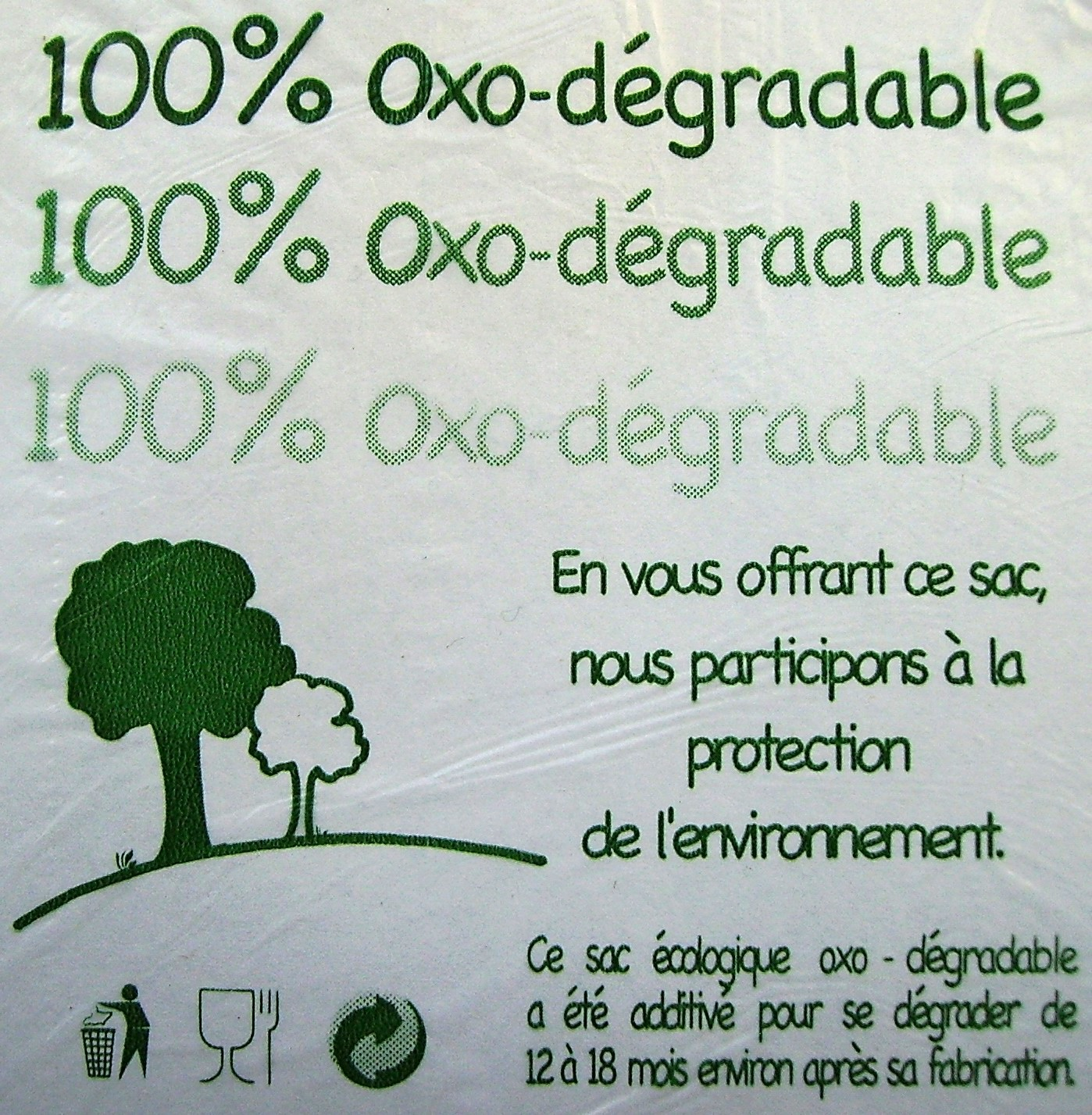